# Everlasting (BoAの曲)
「Everlasting」（エヴァーラスティング）は、BoAの19枚目のシングル。2006年1月18日にavex traxから発売された。

## 解説
- 表題曲では初のBoA（渡辺なつみ共同）作詞作品[1]。「メリクリ」以来のバラードソング。
- 表題曲を朝鮮語で歌った韓国版も同時発売。カップリング曲は異なっている。

## 収録曲

### 日本版
1. Everlasting
  - 作詞：BoA、渡辺なつみ／作曲・編曲：原一博
2. soundscape
  - 作詞：山本成美／作曲：Dieter Bohlen、Colin Campsie／編曲：K-Muto
3. Everlasting（classical ver.）
4. Everlasting（TV MIX）
5. soundscape（TV MIX）

### 韓国版
1. Everlasting
  - それまで韓国版のシングルの朝鮮語詞はBoAが担当していたが、本作では日本語版をBoAが作詞しているにもかかわらず他者が担当している。
2. 슬픔은 넘쳐도（People Say..．）
  - 「슬픔은 넘쳐도」は「悲しみはあふれても」の意。
3. Everlasting（classical ver.）
4. Everlasting（Instrumental）
5. 슬픔은 넘쳐도（People Say..．）（Instrumental）

## タイアップ
Everlasting
- テレビ朝日系『奇跡の扉 TVのチカラ』エンディングテーマ
- 東芝エンタテインメント=東宝東和配給映画『オリバー・ツイスト』イメージソング
- エムティーアイ「music.jp」CMソング